# Underoath
Underoath (также Underøath или UnderOATH) — американская альтернативная метал-группа из города Тампа, Флорида. Была основана вокалистом Далласом Тейлором и гитаристом Люком Мортоном 30 Ноября 1997 года в городе Окала, штат Флорида, но большинство участников были из города Тампа. На русский язык название группы дословно переводится как «под присягой».
Альбомы Act of Depression, Cries of the Past, The Changing of Times были записаны с участием вокалиста Далласа Тейлора, но он ушел из группы в 2003 году. Новым вокалистом стал Спенсер Чемберлейн. С его участием были записаны все альбомы после The Changing of Times. Альбомы They're Only Chasing Safety и Define the Great Line стали золотыми. Эти два альбома дали им больше мейнстрима и коммерческого успеха.
Группа получила две номинации на премию Грэмми в 2007, 2010 годах соответственно. 27 мая 2008 года группа выпустила первый Live-альбом Survive, Kaleidoscope, а шестой альбом Lost in the Sound of Separation был выпущен 2 Сентября 2008 года. Седьмой альбом Ø (Disambiguation) был выпущен 9 Ноября 2010 года, но без участия барабанщика Аарона Гиллеспи. Вместо него играл Дэниел Дэвисон, бывший барабанщик группы Norma Jean.
2 октября 2012 года Underoath объявили, что они расформируются в 2013 году. Однако группа объявила о своем воссоединении 17 августа 2015 года.
22 февраля 2018 года Underoath объявили, что их восьмой студийный альбом Erase Me выйдет 6 апреля 2018 года; их первый альбом за 8 лет и первый за 10 лет с барабанщиком-основателем Аароном Гиллеспи. Первый сингл был «On My Teeth». Следующий альбом под названием Voyeurist выйдет в январе 2022 года.

## История

### Создание иAct of Depression(1997—2000)
Группа была образована 30 Ноября 1997 года вокалистом Далласом Тейлором и гитаристом Люком Мортоном в городе Окала, штат Флорида. Мортон придумал название Underoath «откуда-то из Библии.» Барабанщика Аарона Гиллеспи, который посещал церковь Мортона, попросили сыграть с ними. Гиллеспи согласился, и группа набрала гитариста Кори Стегера и басиста Октавио Фернандеса; все участники группы учились в средней школе.
После года выступлений на фестивалях и гастролей по Флориде, Underoath в 1999 году подписал контракт с лейблом Takehold Records в Алабаме. С этого лейбла был выпущен дебютный альбом Act Of Depression. Он разошёлся тиражом более 2,000 копий.

### Cries of the Past,The Changing Of Timesи смена вокалиста (2000—2003)
В 2000 году к группе присоединился клавишник Кристофер Дадли и позже был выпущен альбом Cries of the Past, который быстро разошелся тиражом в количестве более 3,000 копий. В 2001 году, Takehold Records была выкуплена Tooth & Nail Records, а Underoath впоследствии подписала контракт с дочерней компанией лейбла Solid State Records. В 2002 году к группе присоединился басист Грант Бранделл. Позже группа начала работу над Solid State дебютом и по счёту третьим альбомом, альбомом The Changing of Times. Этот альбом продюсировал Джеймс Пол Виснер, который также продюсировал Cries of the Past. Альбом вышел 26 февраля 2002 года, и с этого альбом вышел первый сингл группы — When the Sun Sleeps. Даллас Тейлор объяснил, что тексты песен «The Changing of Times» были о том, как «люди играют с эмоциями других людей и как это может оставить вас горькими» и «борются с жизненными трудностями и пытаются найти Бога во всем этом.»
Группа подверглась критике со стороны критиков и давних поклонников за стиль альбома, потому что он изменился по сравнению со звучанием их предыдущих релизов. Тем не менее, The Changing Of Times продавался значительно лучше, чем два предыдущих альбома. Песни стали короче и более мелодичными, нежели раньше.
В 2003 году Underoath поддержали выпуск альбома своим первым включением в Warped Tour, однако их участие в туре подошло к концу, когда Тейлора (при спорных условиях) попросили покинуть группу. Клавишник Кристофер Дадли объяснил тогда, что Тейлор больше не может гастролировать с Underoath по разным причинам и ушел по собственному решению. Под предлогом возможного распада группа отправилась в турне поддержки с группой Atreyu в августе 2003 года с Мэттом Тарпи в качестве временного вокалиста. В октябре 2003 года на фестивале CMJ Fest в Нью-Йорке группа появилась со Спенсером Чемберленом, ранее входившим в группу This Runs Through, в качестве нового ведущего вокалиста. Чемберлен гастролировал с Underoath, когда выступал перед своей бывшей группой, и одно время был соседом по комнате с Дадли; их предыдущая дружба с Чемберленом рассматривалась при назначении его вокалистом. Гиллеспи объяснил, что до того, как Чемберлен был в группе, члены группы «не очень ладили», однако после того, как Чемберлен присоединился, «все было просто нормально, мы щелкнули». После того, как Чемберлен стал постоянным участником, Underoath обсуждали возможность изменения названия и создания новой группы. В конце концов, члены решили остаться в качестве Underoath.

### They’re Only Chasing Safety(2004—2005)
После того как в конце 2003 года группа прервала гастроли, чтобы начать работу над альбомом, она назначила время начала записи на февраль 2004 года.
В первые месяцы 2004 года Underoath вернулись в студию вместе с Чемберлейном в качестве ведущего вокалиста и продюсера Джеймса Пола Виснера. They’re Only Chasing Safety был выпущен 15 июня 2004 года и оказался более коммерческим успехом для группы, превзойдя по продажам предыдущие три альбома вместе взятые. Альбом был продан тиражом около 100 000 копий в первую неделю выпуска и к концу 2005 года получил золотой сертификат, суммарно продано 487,000 копий альбома. Поскольку Гиллеспи был единственным оригинальным участником, They’re Only Chasing Safety было огромным изменением в звуке и ритме по сравнению с тем, что они исполняли ранее. «Reinventing Your Exit» и «It’s Dangerous Business Walking out Your Front Door» были выпущены в качестве двух синглов альбома, и на обе песни были выпущены клипы, которые часто транслировались на MTV2 и Fuse.
В марте 2005 года Underoath приняли участие в первом туре Taste of Chaos tour, а вскоре после этого отправились в свой первый тур хедлайнеров. За время тура группа выпустила две совершенно новые песни. Они отыграли часть тура Warped, но отказались выступать на протяжении всего тура, чтобы найти время для записи еще одного альбома. Underoath сделали свои первые обложки журналов появившись на CCM Magazine в июле 2005 года, а затем Alternative Press в сентябре и октябре, They’re Only Chasing Safety был переиздан в двухдисковом наборе с четырьмя ранее неизданными песнями. По состоянию на 2005 год, They’re Only Chasing Safety было продано более 218 000 копий, а переиздание продалось ещё в количестве 279 000 копий, что в совокупности составило более 500 000 копий только в США.

### Define The Great Line(2006—2007)
В январе 2006 года Underoath вошли в студию, чтобы записать свой пятый альбом Define the Great Line; название представлено в соответствии с теорией человека, который «должен найти эту линию и этот способ прожить свою жизнь». Группа начала писать материал для альбома спустя две недели после выхода They’re Only Chasing Safety. Мэтт Голдман, который продюсировал альбомы Copeland и Norma Jean, и Адам Дуткевич, гитарист Killswitch Engage, выступили в качестве продюсеров. Чемберлен отметил, что вокал для альбома будет звучать не как имитация бывшего вокалиста Далласа Тейлора, а скорее как вокал бывшей группы Чемберлена. Тексты песен также имели значение для Чемберлена, потому что они были написаны о «вещах, которые сформировали его таким, какой он есть сегодня».
Незаконченная версия альбома просочилась на сайты BitTorrent и P2P-сервисы за несколько месяцев до даты релиза. Барабанщик Аарон Гиллеспи, в течение короткого времени после записи Define the Great Line, записал дебютный альбом для своего сайд-проекта The Almost, который был спродюсирован продюсером из Сиэтла Аароном Спринклом. Альбом вышел 3 апреля 2007 года.
Выпущенный 20 июня 2006 года, Define the Great Line продался 98,000 тысяч копий за первую неделю и дебютировал в чарте Billboard 200 под номером 2, что является самым высоким дебютом для христианского альбома с 1997 года. С выходом Define the Great Line, Underoath одновременно выпустила версию альбома со специальным оформлением и DVD, который включает еще один фильм о группе и «создание» видео. Define the Great Line был сертифицирован RIAA как золотой 11 ноября 2006 года, что составляет 500 000 проданных копий альбома в США. Альбом также был выпущен на виниле, однако это издание было ограничено всего 3000 экземплярами. Помимо всего прочего, на все синглы с альбома были сняты клипы.
Во время туров Warped, группы возникли конфликты с Фэт Майком из NOFX, из-за того, что тот высмеивал религиозные убеждения группы. Но со временем, конфликт разрешился.

### Lost In The Sound Of Separation(2008—2009)
Во время сентябрьского тура 2007 года Чемберлен неоднократно заявлял, что группа выпустит новый альбом в середине 2008 года. Позже было подтверждено, что он выйдет 2 сентября 2008 года. Запись альбома началась в марте 2008 года и закончилась в апреле 2008 года. Гитарист Тим МакТейг сказал, что альбом Lost in the Sound of Separation будет значительно тяжелее, чем предыдущий релиз.
В октябре 2007 года Underoath приступили к съемкам своего DVD Survive, Kaleidoscope. 27 мая 2008 года Underoath выпустили концертный альбом Survive, Kaleidoscope. Альбом достиг 81-го места в Billboard 200.
В первую неделю продаж, Lost in the Sound of Separation дебютировал на 8-й строчке чарта Billboard 200, продавшись в количестве около 56 000 копий только в США. В декабре 2008 года Underoath выиграли награду Rock on Request Awards как лучший хардкор/скримо-исполнитель и отправились в свой первый тур по Южной Америке. Группа дала шесть концертов в Бразилии, Аргентине, Чили и Колумбии, а также выступила на Warped Tour 2009. Во время международных туров в 2009 году Underoath начали писать новые песни для своего пятого студийного релиза. Песни Desperate Times, Desperate Measures, и Too Bright to See, Too Loud to Hear были выпущены в качестве двух синглов с альбома.

### Уход Аарона Гиллеспи иØ (Disambiguation),и распад (2010—2011)
5 апреля 2010 года, во время тура по Европе, группа официально заявила, что ударник Аарон Гиллеспи, после долгого размышления, решил покинуть группу. Причины его ухода спорны, но существует версия, что Гиллеспи покинул группу из-за нехватки творческой свободы. Он являлся официальным ударником Underoath с 1997 года. Последнее своё шоу он отыграл в Милане, 6
Мы пользуемся возможностью, чтобы сообщить вам… в конце текущего европейского тура Аарон больше не будет играть в Underoath. Это не поспешное решение. Только после долгих размышлений и молитв Аарон принял его. Это ни в коей мере не помешает нам закончить тур… Что касается будущего, Аарон будет заниматься своими музыкальными проектами и служениями. В остальном мы будем и впредь работать над новым альбомом Underoath. Мы высоко ценим любовь и поддержку от всех вас, в прошлом, и надеемся, что все из нас будут продолжать получать поддержку от вас в будущем…Undernoath
10 мая 2010 года Underoath официально заявили о том, что новый альбом с ними будет записывать Дэниел Дэвисон, который с 1997 по 2007 годы являлся барабанщиком американской металкор-группы Norma Jean. Выход нового альбома Underoath был намечен на ноябрь 2010 года.
2 октября 2012 года группа объявила через свой Твиттер, что они прекращают деятельность в 2013 году. Кроме того, 6 ноября 2012 года группа выпустила сборник, в котором были абсолютно все альбомы группы; Anthology: 1999—2013.
26 января 2013 года Underoath отыграли свое последнее шоу на Jannus Live в Сент-Питерсберге, штат Флорида. Аарон Гиллеспи также исполнил песни Emergency Broadcast: The End is Near и Reinventing Your Exit.

## Воссоединение
В 2015 году на Youtube появилось видео под названием Underoath Rebirth, в котором группа официально заявила о своём воссоединении. К группе вновь присоединился Аарон Гиллеспи.
В 2018 году группа выпустила альбом Erase me.

## Участники
Нынешние участники
- Спенсер Чемберлейн — вокал, дополнительные гитары (2003—2013, 2015 — н.в.)
- Тимоти МакТэйг — соло-гитара, бэк-вокал (2001—2013, 2015 — н.в.)
- Джеймс Смит — ритм-гитара (2003—2013, 2015 — н.в.)
- Грант Брэнделл — бас-гитара (2002—2013, 2015 — н.в.)
- Аарон Гиллеспи — барабаны, вокал (1997—2010, 2015 — н.в.)
- Кристофер Дадли — клавишные (2000—2013, 2015 — н.в.)

Бывшие участники
- Даллас Тейлор — вокал (1997—2003)
- Люк Мортон — ритм-гитара (1997—1999)
- Кори Стегер — ритм-гитара (1997—2001)
- Октавио Фернандез — ритм-гитара (1997—2002)
- Скотт Нанн — ритм-гитара (2003)
- Рэй Энаско — бас-гитара (1997—1998)
- Мэтью Кларк — бас-гитара (2000—2001)
- Билли Нотке — бас-гитара (2001—2002)
- Дэниел Дэвисон — барабаны (2010—2013)

## Дискография
- Act Of Depression (1999)
- Cries Of The Past (2000)
- The Changing Of Times (2002)
- They're Only Chasing Safety (2004)
- Define The Great Line (2006)
- Survive, Kaleidoscope (Live) (2008)
- Lost In The Sound Of Separation (2008)
- Ø (Disambiguation) (2010)
- Anthology 1999 — 2013 (2012)
- Erase me (2018)
- Voyeurist (2022)

## Видеография
- They’re Only Chasing Safety (Special Edition) CD/DVD (2005)
- Define The Great Line (Special Edition) CD/DVD (2006)
- 777 DVD (2007)
- Survive, Kaleidoscope CD/DVD (2008)
- Lost In The Sound Of Separation (Special Edition) CD/DVD (2008)